# Leszek Cieślik
Leszek Stanisław Cieślik (* 18. November 1955 in Sandomierz) ist ein polnischer Politiker (SLCh, SKL, PO). Er gehörte von 2007 bis 2011 dem Sejm in der VI. Wahlperiode an.

## Leben und Beruf
Cieślik studierte an der Rechts- und Verwaltungsfakultät der Universität Danzig und schloss diese mit einem Magister in Recht ab. Später absolvierte er ein Aufbaustudium zum Management lokaler Verwaltungseinheiten an der Szkoła Główna Handlowa w Warszawie. Zwischen 1987 und 1990 war er Mitarbeiter und später Leiter einer Rechtsabteilung des staatlichen Sozialversicherungsunternehmens Zakład Ubezpieczeń Społecznych in Augustów. 2011 wurde er Leiter des staatlichen Transportunternehmens Przedsiębiorstwo Komunikacji Samochodowej (PKS) in Suwałki. Nach einer internen Umstrukturierung wurde er Direktor der PKS Nova am selben Ort. 2017 schied er aus dem Amt.
Leszek Cieślik ist verheiratet und hat zwei Kinder.

## Politik
Von 1994 bis 1997 war Cieślik Mitglied des politischen Rates der Stronnictwo Ludowo-Chrześcijańskie und, nachdem sich diese mit der Partią Konserwatywną und dem rechten Flügel der Unia Wolności zur Stronnictwo Konserwatywno-Ludowe vereinigt hatte, dort bis 2000 in gleicher Position sowie im Woiwodschaftsvorstand tätig.2001 schloss er sich der neu gegründeten Platforma Obywatelska (PO) an.
Am 20. Juli 1994 wurde Leszek Cieślik zum Bürgermeister von Augustów gewählt und blieb dies bis 2007.
Bei den vorgezogenen Parlamentswahlen 2007 kandidierte er im Wahlbezirk 24 Białystok und konnte mit 9.564 Stimmen in den Sejm einziehen. Er arbeitet in den Kommissionen für öffentliche Finanzen und für Infrastruktur. Bei der Parlamentswahl 2011 verpasste er die Wiederwahl. Auch bei den Parlamentswahlen 2015 und 2019 kandidierte er erfolglos.
Bei den Selbstverwaltungswahlen 2014 kandidierte er erfolglos zum Sejmik der Woiwodschaft Podlachien. Hingegen wurde er 2018 und 2024 jeweils für das Wahlbündnis Koalicja Obywatelska, an dem sich die PO beteiligt, in den Stadtrat von Augustów gewählt.

## Auszeichnungen
- 2002 Goldenes Verdienstkreuz der Republik Polen[13]